# Медаль Итальянской кампании 1859 (Франция)

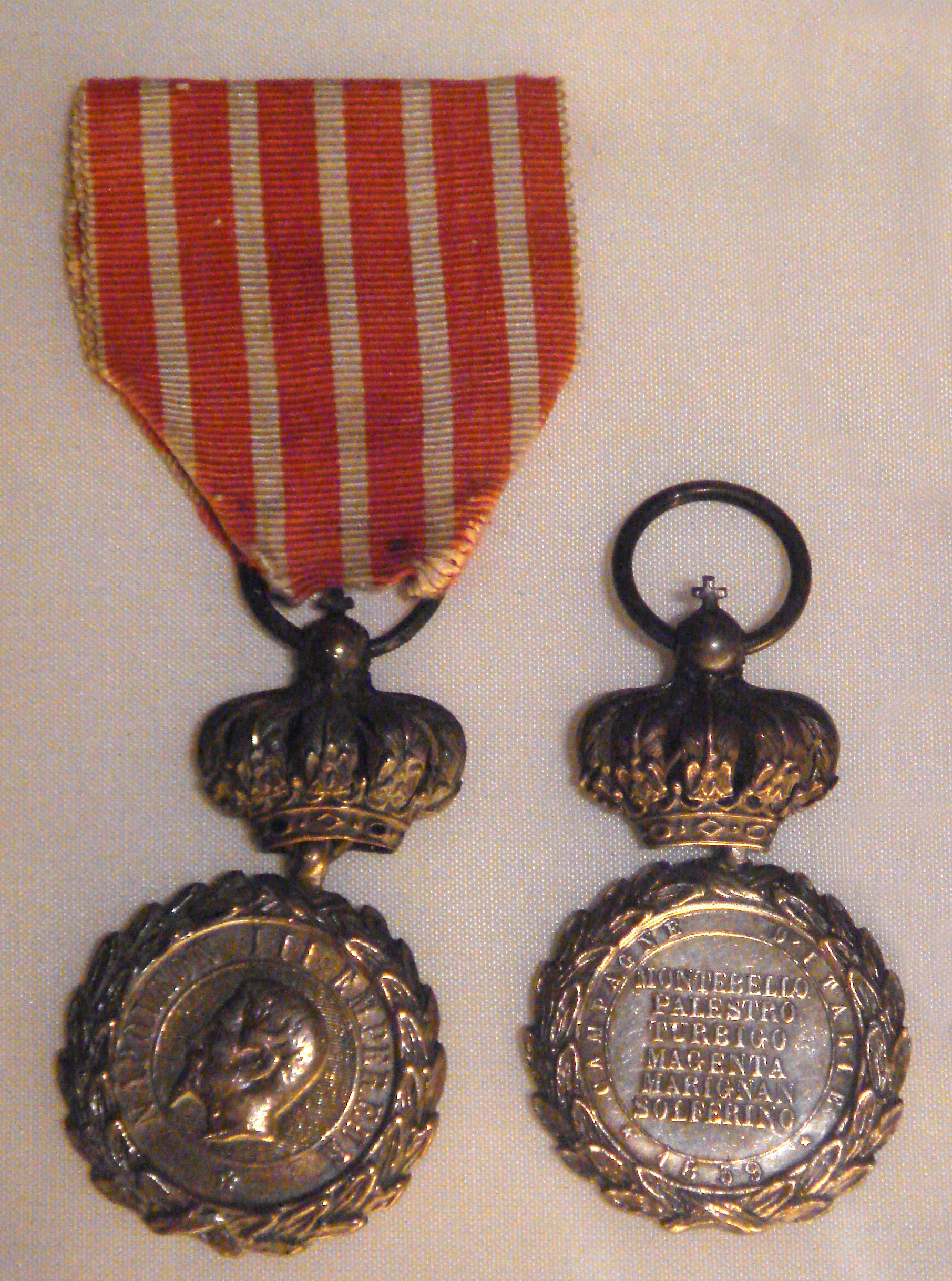
Вариант медали с короной, аверс и реверс

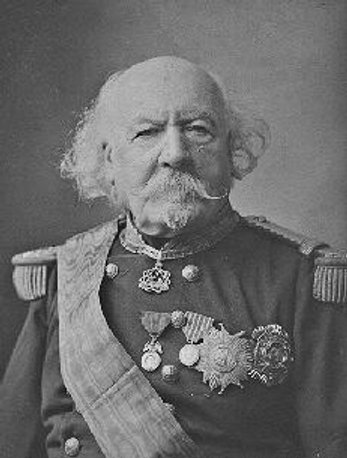
Генерал Франсуа Канробер, награждённый Памятной медалью Итальянской кампании (вторая слева)

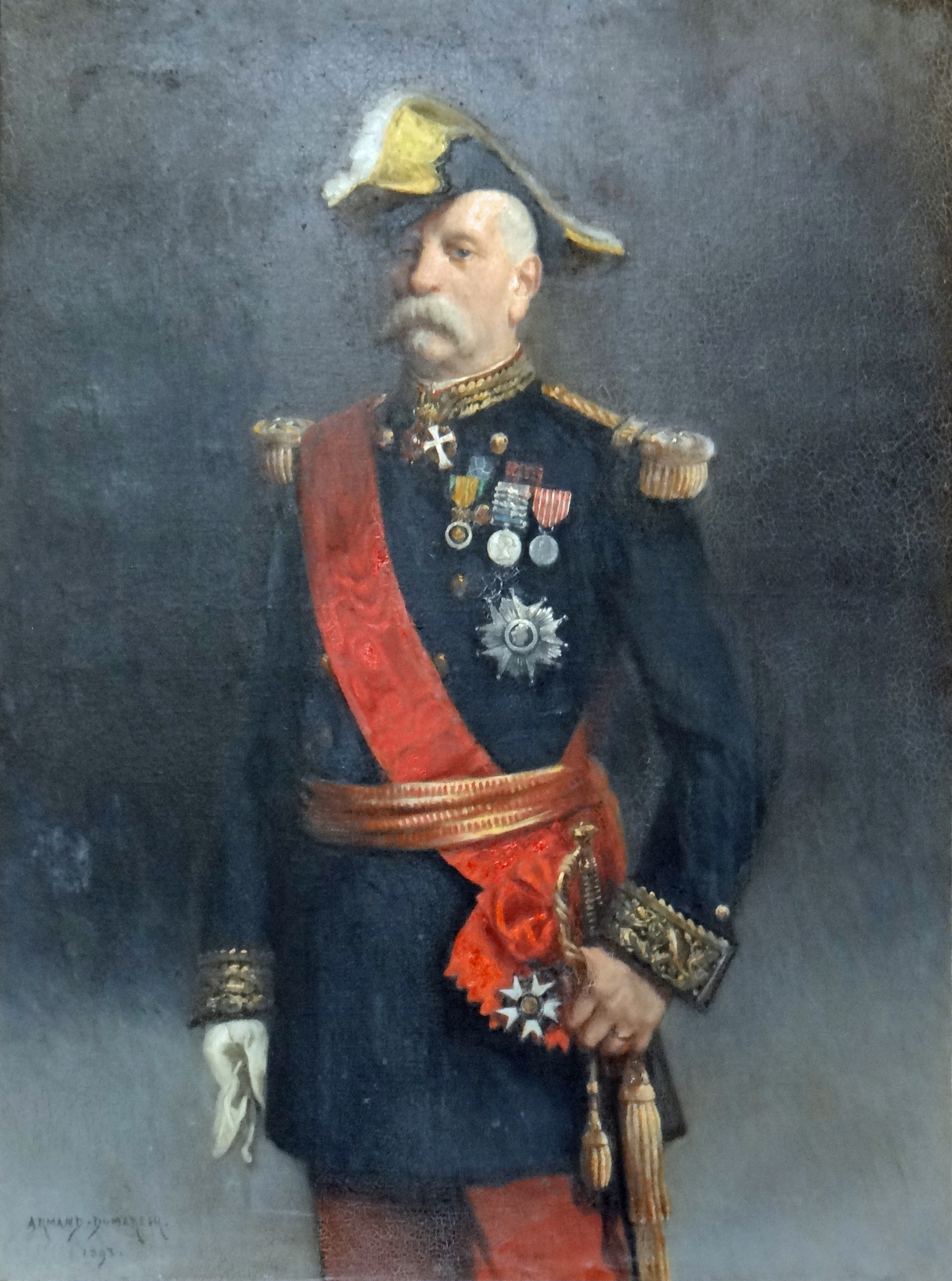
Генерал Виктор Феврие

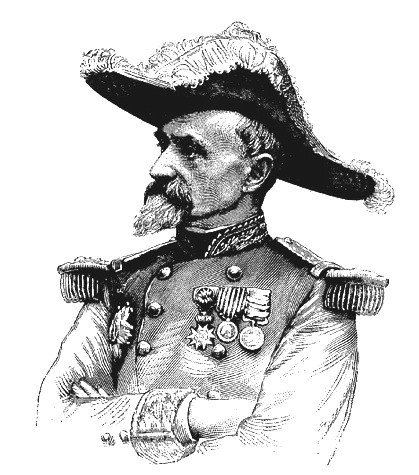
Генерал Жан-Батист Монтодон

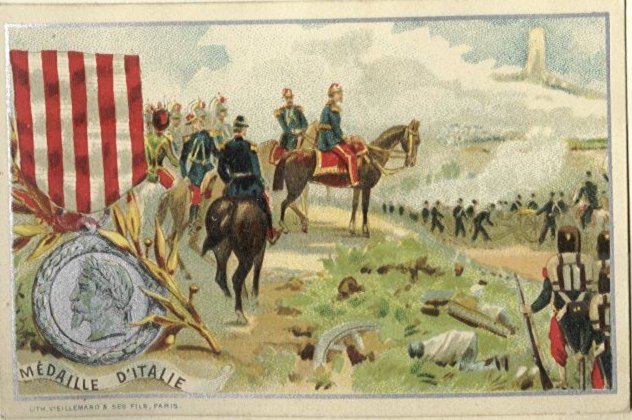
Image publicitaire.

Памятная медаль Итальянской кампании (фр. médaille commémorative de la campagne d'Italie de 1859) — французская медаль, предназначенная для награждения военнослужащих армии и флота, принимавших участие в сражениях в Италии во время австро-итало-французской войны.

## История
В начале 1815 года на Аппенинском полуострове развернулось мощное народное движение за национальное объединение. Против этой идеи, отстаиваемой королём Сардинии Виктором Эммануилом II, выступили Папа Пий IX и Австрийская империя оккупировавшая провинции Ломбардия и Венето. Из европейских властителей объединение Италии поддержал только император Франции Наполеон III, который 28 января 1859 года, на основании положений Туринского договора, заявил о своей поддержке и готовности оказать помощь.
Вскоре после того, как 26 апреля 1859 года 100 000 австрийских солдат захватили Пьемонт, уже 3 мая того же года Франция объявила войну Австрийской империи.
Несмотря на то, что французская армия не была готова к этой войне, её солдаты вместе с их пьемонтскими и сардинскими союзниками смогли отличиться в нескольких знаменитых сражениях, в том числе в битве при 
 Мадженте 4 июня, что позволило Наполеону III и Виктору Эммануилу II 8 июня с триумфом войти в Милан. Затем, 24 июня, франко-пьемонтские войска заняли деревню Сольферино после кровопролитной битвы, кульминацией которой стало перемирие, подписанное в Вильяфранке 12 июля.
Французские войска, численностью 120 000 человек, находились под командованием Императора Франции Наполеона III, а также маршалов Бараге д’Илье, Канробера, генералов Мак-Магона, Ньеля и Реньо. За трехмесячную кампанию их потери составили 8000 убитыми и 40000 раненными.
Чтобы поощрить участвовавших в кампании и увековечить память о ней, по предложению военного и военно-морского министров, Высочайшим указом от 11 августа 1859 года была учреждена Памятная медаль, которой были награждены все её участники. Хотя она предназначалась лишь для французских военнослужащих, в очень редких случаях ей также за особые заслуги могли награждаться солдаты и офицеры Пьемонта.
Эта награда стала первой памятной медалью французских заграничных кампаний времён Империи; данная традиция была продолжена и в период Республик, после 1870 года.

## Критерии награждения
Медалью награждались: военнослужащие армии и флота, а также вспомогательный персонал французских войск, принимавшие участие в итальянской кампании 1859 года. Кроме того, могли награждаться представители союзных армий. Всем награждённым полагалось удостоверение.
Более поздний императорский указ от 24 октября 1859 г. подтвердил, что все награждённые должны соблюдать кодекс поведения, установленный указом от 18 марта 1852 г. под руководством Великого канцлера Почётного легиона.
18 февраля 1860 г. был представлен пересмотренный список французских военно-морских частей, участвовавших в кампании, в результате чего 22 марта 1860 г. была внесена поправка к распределению наград для награждённых из состава флота.

## Описание награды
- Медаль : круглая, серебряная, диаметр 30 мм. На аверсе изображён левый профиль императора Наполеона III, увенчанный лавровым венком, в окружении рельефной надписи NAPOLEON III EMPEREUR (рус.  «НАПОЛЕОН III» «ИМПЕРАТОР»). Ниже профиля мелким шрифтом имя медальера BARRE (Альбер Дезире Барре, 1818–1878). По всей окружности медали, как по аверсу, так и по реверсу, нанесено рельефное изображение лаврового венка шириной 4 мм.[2]

На реверсе, внутри лаврового венка, имеются круговая рельефная надпись CAMPAGNE D'ITALIE 1859 (рус. «ИТАЛЬЯНСКАЯ КАМПАНИЯ 1859») и надпись в центре из 6 строх с указанием основных сражений кампании MONTEBELLO, PALESTRO, TURBIGO, MAGENTA, MARIGNAN, SOLFERINO (рус. МОНТЕБЕЛЛО, ПАЛЕСТРО, ТУРБИГО, МАДЖЕНТА, МАРИНЬЯН, СОЛЬФЕРИНО).
Существовал также вариант медали с дополнительным украшением кольца подвески в виде французской императорской короны, предназначавшийся для телохранителей Наполеона III, изготовленный парижским Монетным двором. Первые 500 подобных медалей были отчеканены перед парадом победы 15 августа 1859 г., из-за спешки они были менее красиво отделаны, чем медали стандартного типа: на этих медалях отсутствует изображение лаврового венка на голове императора. Этот вариант известен как «Médaille des Cent-Gardes».
- Лента : ширина 36 мм, шелковая муаровая, из чередующихся шести красных вертикальных полос шириной 4 мм каждая и пяти белых, шириной 2 мм.[2]

## Известные награждённые
- генерал Джакомо Медичи
- генерал Пьер Луи Шарль де Файи
- генерал Франсуа Ашиль Базен
- Энрико Козенц
- генерал Жан-Батист Монтодон
- генерал Энрико Мороццо Делла Рокка
- майор Пьер-Фредерик Пешен
- полковник Луиджи Пеллу
- полковник Франсуа де ля Рошер
- генерал Эмиль Эрбийон
- полковник Пьер де Кольбер Шабанне
- генерал Эли Фредерик Форе
- доктор Фредерик Одемар д'Алансон
- генерал Теодоро Леки
- лейтенант Виталис Паша
- полковник Альфред Амель
- генерал Джузеппе Децца
- генерал Адольф Ньель
- генерал Жан Сезар Грациани
- генерал Гюстав Оливье Ланн де Монтебелло
- генерал Жюстен Кленшан
- Феличе Наполеоне Каневаро
- генерал Арман Александр де Кастаньи
- Филип Карни (первый американец, награждённый Орденом Почётного легиона)